# Stětí knezů

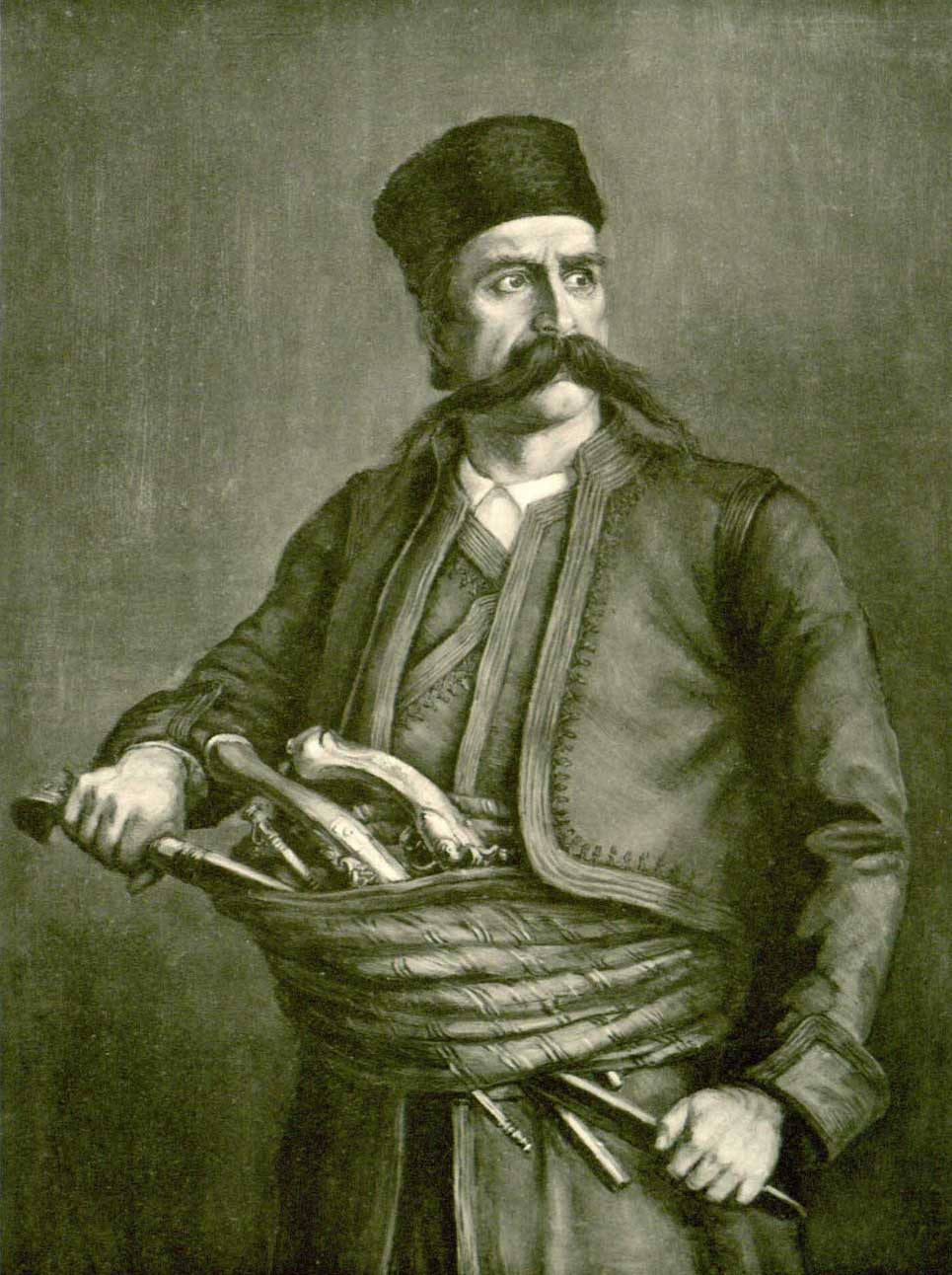
Ilija Birčanin, jeden z popravených srbských předáků

Stětí knezů (srbsky Сеча кнезова, Seča knezova) bylo významnou událostí pro vývoj Srbů v Osmanské říši počátku 19. století.
V roce 1804, těsně před prvním srbským povstáním, byl sandžak Šumadija pod nadvládou dahijů – čtyř janičářských správců, kteří vstoupili na území z oblasti Vidinského sandžaku. Ti celému území vládli značně krutě a jakékoliv náznaky odporu likvidovali; zrušili vyjednanou autonomii srbského obyvatelstva z 90. let 18. století a hlavně zrušili reformy zavedené Selimem III. Dahijové nebyli správci, kteří by přišli na území budoucího Srbska z rozkazu sultána, naopak jejich přítomnost byla proti jeho vůli.
Na začátku roku 1803 se shromáždilo 12 knezů valjevské nahije, kteří se spolu dohodli, že za 8 měsíců vyvolají povstání proti dahijům. V téže době se setkali rovněž i předáci srbských komunit i v jiných místech po Šumadiji. Koncem roku byl vyslán dopis rakouskému komandantu do Zemunu, ve kterém bylo nebezpečí ozbrojeného střetu mezi Srby a dahiji zmíněno jako velmi reálné.
Jakmile se dahijové dozvěděli o přípravě vzpoury a dopisu se zmocnili, rozhodli se pro masové represe. Obávali se totiž, že by vzpoura přerostla v rakouskou vojenskou intervenci. 4. února 1804 zavražděno kolem 100 až 150 tzv. knezů, tedy předáků srbského obyvatelstva; knězů, bohatých obchodníků, vojenských dobrovolníků z doby existence Kočiny krajiny či bojovníků proti vpádu dahijů v teprve nedávné době. Mezi popravenými byl i Aleksa Nenadović, který se měl stát vůdcem připravovaného povstání. Zamýšleli popravit ještě více lidí, včetně Karađorđe Petroviće, avšak od tohoto záměru nakonec upustili.
Celá událost situaci neuklidnila, ba spíše přilila olej do ohně - jen o několik dní později vypuklo v obci Orašac nedaleko Valjeva povstání, které znamenalo konec vlády dahijů.